# Incalá
Incalá, auch Incala und N´Cala, ist eine Ortschaft im Süden Guinea-Bissaus mit 601 Einwohnern (Stand 2009).
Incalá ist ein ländliches Dorf (Tabanca) und liegt im Verwaltungssektor von Bedanda in der Region Tombali. Das Dorf liegt wenige Kilometer nördlich des Sektorhauptortes Bedanda.

## Söhne und Töchter des Ortes
- José Americo Bubo Na Tchuto (* 1949), Generalstabschef der Marine Guinea-Bissaus, des internationalen Drogenhandels verdächtigt